# 東急2000系電聯車
東急2000系電聯車（日语：／ Tōkyū 2000-kei densha */?）是日本东急公司在田园都市线和半藏門線自1992年使用的通勤電聯車；自2018年以来本型車亦使用於大井町線。全部共有三組，每組有10節車。 
2000系用于東急田園都市線、大井町线和东京地下铁半藏门线的直通运行服务，但无法行駛於东武晴空塔线 。在車頭的前窗中央上贴有圆形“ K”字样以資辨別。 
其設計乃基于早期的東急9000系列，於1992年交車兩組，1993年第三組交車。 前两组車使用的是捲簾式終點指示器，而第三组交車時則使用新型3色LED終點指示器。  後來三組車都統一改裝全彩LED終點指示器。

## 编成
每編組為十辆车，由六辆動力（M）车和四辆无动力拖车（T）车组成，如图所示；1號车位于涩谷端。  
| 车号           | 1    | 2    | 3    | 4    | 5    | 6    | 7    | 8    | 9    | 10   |
| -------------- | ---- | ---- | ---- | ---- | ---- | ---- | ---- | ---- | ---- | ---- |
| 型號           | Tc2  | M2   | M1   | T2   | M2   | M1   | T1   | M2   | M1   | Tc1  |
| 编号           | 2000 | 2250 | 2200 | 2700 | 2350 | 2300 | 2800 | 2450 | 2400 | 2100 |
| 重量（t）      | 27.8 | 33.1 | 34.7 | 26.2 | 33.1 | 34.7 | 27.2 | 33.1 | 34.7 | 27.8 |
| 載客量（总计） | 130  | 144  | 144  | 144  | 144  | 144  | 144  | 144  | 144  | 130  |

每辆M1车都装有一个菱形集電弓 。 

## 内部
全車配備纵向长凳。  3号和9号车设有轮椅空间。  

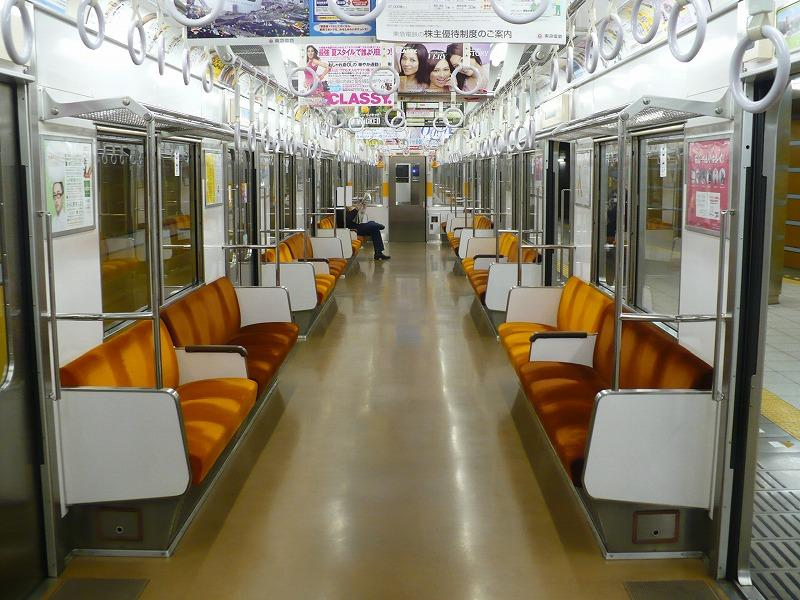
内部视图
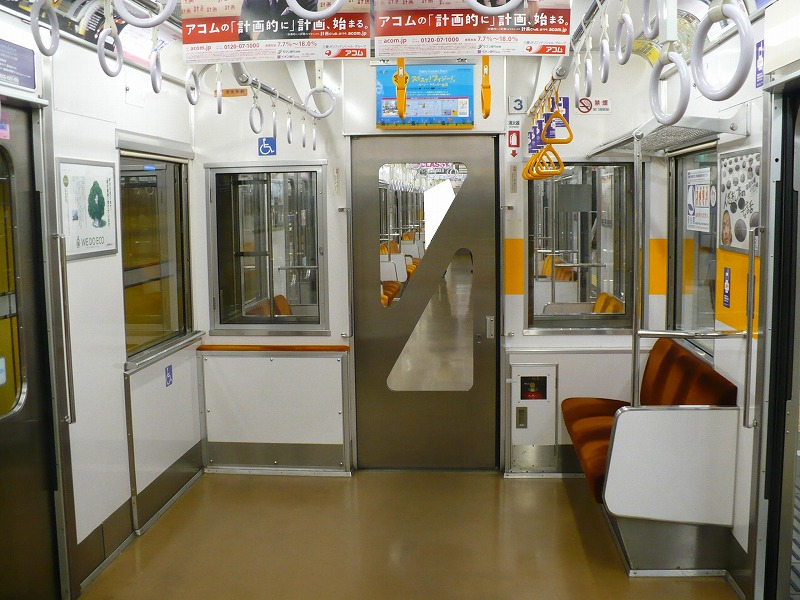
3號車的内部，有轮椅空間

## 历史

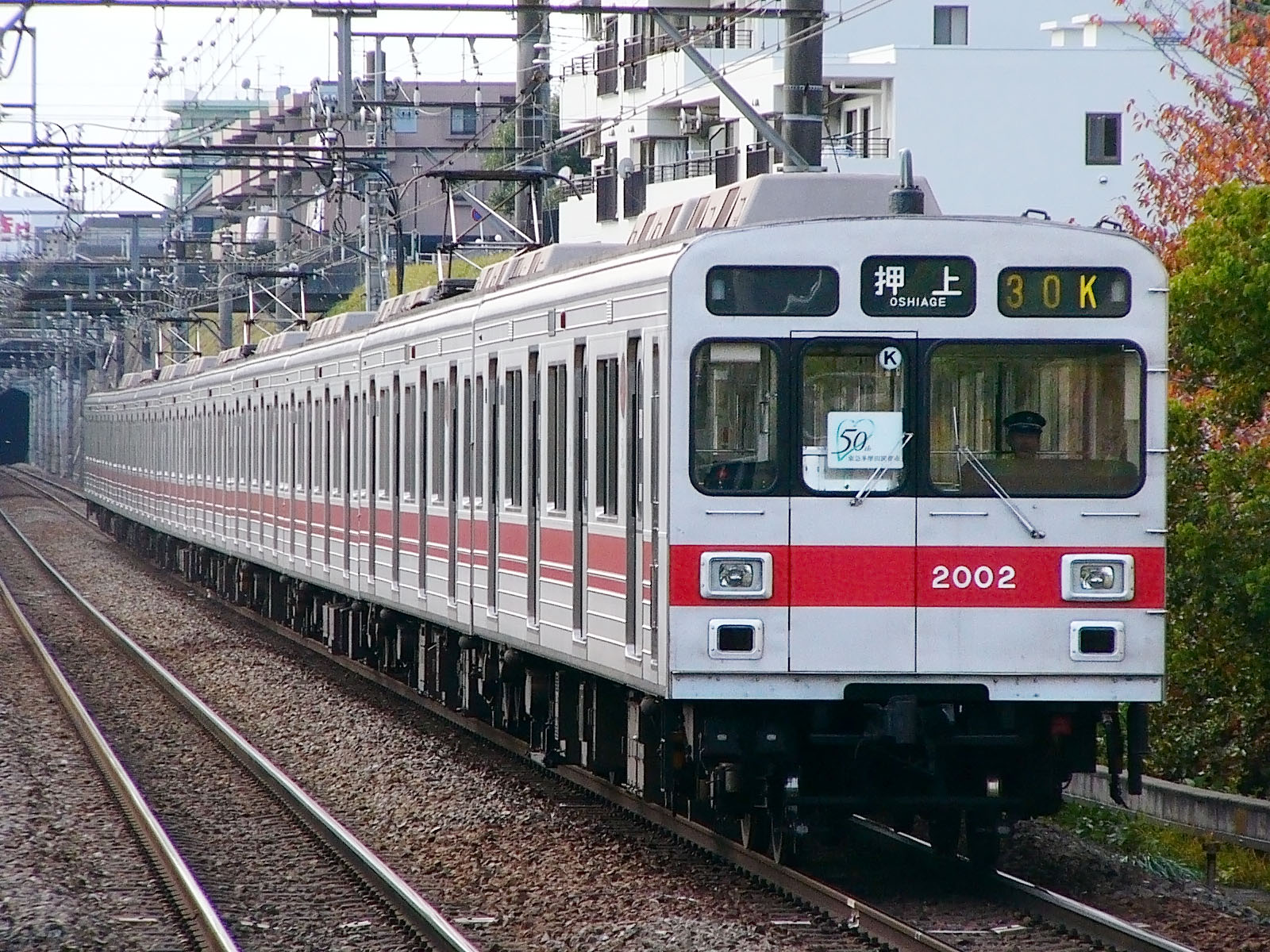
2004年11月，在田園都市線上的2102車組，可見原始的卷帘式目标指示器，且没有前端裙边

前两組車于1992年9月投入田園都市線的營運。 
2003號車組于2018年10月在大井町线开始，以五车編组投入服務。 